# StarCraft (серія)
StarCraft — це науково-фантастична медіафраншиза, створена Крісом Меценом та Джеймсом Фінні, і яка належить Blizzard Entertainment. Започаткована однойменною відеогрою 1998 року і продовжена іншими іграми, коміксами та романами. Описує події початку 26-го століття — протистояння між трьома расами — винахідливими терранами, чисельними зергами та високорозвиненими протоссами — в далекій частині нашої галактики відомій як сектор Копрулу.
Blizzard Entertainment почала розробляти StarCraft ще у 1995 році, разом з командою розробників на чолі з Метценом і Фінні. Дебютний показ відбувся на E3 1996 року, де тоді ще використовувався модифікований гральний рушій Warcraft II. Blizzard також створили спеціальний відеовідділ для StarCraft, де розроблялися відеовставки, які є невід'ємною частиною сюжетної лінії. Велика частина оригінальної команди розробників для StarCraft повернулася до роботи і над доповненням Brood War, розробка якої почалася незабаром після виходу StarCraft. У 2001 році Nihilistic Software почала розробку StarCraft: Ghost, яка на відміну від попередніх ігор в режимі реального часу в цій серії, мала стати грою в жанрі стелс-екшн. Після трьох років розробки робота над грою була «відкладена на невизначений термін». Наступною грою серії стала StarCraft II: Wings of Liberty, розробка якої почалася в 2003 році. Гра була пізніше анонсована в травні 2007 року і була випущена в липні 2010 року. Потім було розроблено перше доповнення StarCraft II: Heart of the Swarm, яке було випущено в березні 2013 року. Друге доповнення StarCraft II, StarCraft II: Legacy of the Void, світ побачило в листопаді 2015 року.
Оригінальна гра і її доповнення отримали високі оцінки, як одні з еталонних ігор в режимі реального часу. Серія зібрала солідні продажі по всьому світу, особливо в Південній Кореї, де професійні гравці і команди беруть участь в телевізійних матчах та отримують спонсорську підтримку. До червня 2007 року StarCraft і Brood War продалися обсягом близько 10 мільйонів копій. Крім того, серія була нагороджена зіркою на Walk of Game в 2006 році і має чотири світові рекорди в книзі рекордів Гіннеса у номінаціях 2008 року. На 2017 рік франшиза включає в себе ряд ігор жанру стратегії в реальному часі, а також декілька романів, два оповідання в «Amazing Stories», настільну гру та інші ліцензовані товари, такі як колекційні фігурки та іграшки.
27 березня 2017 року Blizzard оголосила про випуск StarCraft: Remastered, оновленої версії оригінальної StarCraft, з новою графікою і переробленими діалогами та музикою.

## Сюжет

### StarCraft

#### Епізод I (Заклик до заколоту)
Далеко від Землі, в частині космосу, відомій як сектор Копрулу, прикордонна колонія терранів Мар-Сара несподівано зазнала нападу комахоподібних істот зергів. Ці створіння виявилися здатними не лише ефективно знищувати терранів, а й заражати їх, перетворюючи на своїх маріонеток. Конфедерація, яка контролювала Мар-Сару і навколишні планети, наказала евакуювати гарнізон, залишивши колонію на розтерзання Рою зергів. Шериф Джим Рейнор об'єднав зусилля з групою повстанців під назвою «Сини Корхала», яку очолював амбітний і харизматичний Арктур Менгск, щоб дати відсіч прибульцям і врятувати мирних жителів. До Рейнора приєдналася спецпризначенець «привид» Сара Керріган, допомагаючи завадити Конфедерації приховати свої злочини. Також «Сини Корхала» змогли переконати пеерейти на свій бік генерала Дюка, якого врятували з оточення зергів. Хоча повстанці змогли евакуювати частину колоністів, планета була заражена зергами. Після цього її атакував флот високорозвинених протоссів, які досі спостерігали за сектором Копрулу, не втручаючись.
Після трагедії на Мар-Сарі «Сини Корхала» (в їх числі Рейнор, Менгск і Сара Керріган) прибули на планету Антигуа-Прайм. Джим і Сара швидко знайшли спільну мову, і в підсумку з прямолінійного шерифа і вбивці-телепата вийшов дуже ефективний тандем. Коли зерги вторглися на Антигуа-Прайм, Менгск запропонував використовувати розробки конфедератів в сфері псіонної проєкції, псі-випромінювачі, щоб з їх допомогою нацькувати агресивних прибульців на сили Конфедерації. Ця стратегія виявилася надзвичайно ефективною і в той же час аморальною.
Окрилені успіхом, «Сини Корхала» вирішили взяти штурмом столицю Конфедерації, планету Тарсоніс, використовуючи спрямованих туди зергів. Сара і Джим були проти того, щоб використовувати зергів як зброю, але переконати Менгска було неможливо. Основні сили зергів зазнали нападу протоссів, і Менгск наказав Керріган висадитися на планету з невеликим загоном і відбити атаку останніх, щоб потім «Сини Корхала» змогли розорити планету.
Хоча спогади Сари про цей інцидент були стерті, вона брала участь у вбивстві батька Менгска, коли ще служила в лавах «привидів» Конфедерації. Крім того, вона поставила під сумнів наказ Арктура, і це стало підставою недовіри їй. Коли оборона Тарсоніса, нарешті, була зламана силами зергів, Менгск порушив обіцянку забрати Керріган і покинув її на вірну смерть.
Розгніваний Рейнор покинув ряди «Синів Корхала» з групою вірних йому людей. Хоча їм і вдалося викрасти флагманський корабель «Гіперіон», позиції Менгска були сильні як ніколи. Він згуртував роздроблені залишки Конфедерації, утворив державу Домініон терранів і заснував у секторі Копрулу нову тиранію, прикриваючись встановленням справедливості.

#### Епізод II (Надрозум)
Хоча Арктур Менгск був упевнений, що зерги покінчать з Сарою Керріган, прибульці виявилися набагато практичніші, ніж він міг припустити. Їх зацікавили псіонічні здібності «привида», і зерги Рою переправили її на покриту лавою планету Чар. Там вона зазнала метаморфози за велінням Надрозуму — керівного організму зергів. Керріган стала Королевою Клинків, першою зараженою істотою, яка зберегла свободу думки. Розум Керріган, що перебував в стані забуття, послав відчайдушний псіонний сигнал з проханням про допомогу, на який відгукнувся Рейнор. Джим, ще не оговтався після подій на Тарсонісі, відправився на Чар разом з групою «Рейдерів Рейнора» (колишніми бійцями «Синів Корхала»).
Але на поклик Керріган відгукнулися не тільки «Рейдери», а й сили протоссів, очолювані вершителем Тассадаром. Тассадар сподівався уникнути орбітального обстрілу зараженої зергами колонії Мар-Сара, але він не міг стати проти рішенням Конклаву — уряду протоссів. Очільники протоссів вважали, що з метою захисту від зергів можна не рахуватися з втратами терранів.
Псіонний сигнал Керріган також навів на Чар ще одну групу протоссів під командуванням прелата Зератула. Це були вихідці з секти темних тамплієрів, протоссів, що не прийняли вчення Кхала, і які з давніх-давен ворогували зі своїми одноплемінниками з касти кхалаїв. Однак на Чарі обидві групи протоссів діяли спільно, щоб узяти гору над зергами. «Рейдери Рейнора» спробували звільнити Керріган, але не встигли — вона покинула свій кокон і знищила сили протоссів і терранів.
Опинившись в пастці на поверхні Чару, сили Рейнора і Тассадара відвернули на себе увагу Керріган, тим самим давши Зератулу можливість вбити місцевий керівний організм — церебрала Зашжа, який поступався своїми можливостями в управлінні Роєм тільки Надрозуму. Але плоди цієї перемоги виявилися досить спірними — убивши Зашжа своєю псіонною атакою, Зератул мимоволі розкрив зергам відомості про місцезнаходження Айюру, рідної планети протоссів.
Зерги негайно почали вторгнення на Айюр, маючи намір знайти досконалу форму для своєї раси за рахунок поглинання протоссів і впровадження їх генів в генофонд Рою. Айюр наповнили полчища зергів, і сам Надрозум прибув на рідну планету наймогутнішої цивілізації сектора та окупував її.

#### Епізод III (Падіння)
Перебуваючи на Айюрі, Конклав втратив зв'язок з експедиційними військами Тассадара. Члени ради негайно підвищили в званні молодого тамплієра на ім'я Артаніс, зробивши його вершителем, і той зайняв місце відсутнього Тассадара. Разом з союзними військами (в числі яких був претор Фенікс, великий воїн, який присвятив все своє життя ремеслу битви) Артаніс спробував відтіснити зергів, але особливих успіхів їм домогтися не вдалося.
Тассадару, який затримався на Чарі, вдалося встановити контакт з рідною планетою і передати надзвичайно важливу інформацію. Він встановив, що після смерті церебрала значна частина зергів вийде з-під контролю і розпадеться на окремі зграї. Захисники Айюру спробували знищити одного з церебралів, але зазнали невдачі, і Конклав звинуватив Тассадара в зраді, коли з'ясувалося, що він діяв в союзі з темними тамплієрами на Чарі. Фенікс і Артаніс вели відчайдушну боротьбу відразу в декількох провінціях Айюру, але зломити супротивника протоссам не вдалося. Фенікс пожертвував життям, намагаючись відбити напад зергів на провінцію Антіох.
Війська протоссів прибули до Тассадара на Чар, але замість того, щоб перегрупуватися і продовжити війну, вони розжалували і заарештували його. Хоча йому було наказано повернутися на Айюр, щоб постати перед судом, Тассадар поділився своїми спостереженнями з іншими протоссами. Він стверджував, що енергія порожнечі, якою опанували темні тамплієри, могла остаточно знищити церебралів. Він переконав Артаніса врятувати Зератула, якого взяли в оточення сили Домініону на Чарі. Тассадар також запропонував об'єднати сили з темними тамплієрами і разом завдати вирішального удару по церебралах на Айюрі. Артаніс відправився назад на Айюр разом зі своїми воїнами з касти кхалаїв і силами Зератула, але прибуття на планету ненависних темних тамплієрів в підсумку призвело до повстань і громадянської війні.
Вжахнувшись з цих подій, Тассадар намірився змістити Конклав, щоб війні з зергами ніщо не заважало, але в результаті здався, не бажаючи ставати причиною зайвого кровопролиття. Хоча Тассадара ув'язнили, Рейнор і Фенікс (останки якого помістили в бойову машину під назвою «Драгун») організували йому втечу, після чого колишній вершитель приступив до атаки на Надрозум. Дотримуючись вчення Зератула, Тассадар об'єднав і сфокусував енергію порожнечі темних тамплієрів і Кхали протоссів Айюру. Самогубна атака флагманського авіаносця Тассадара знищила Надрозум, але забрала і життя колишнього вершителя.

### Starcraft: Brood War

#### Епізод IV (Протистояння)
Хоча Рій зергів розпався після гибелі Надрозуму, вони не збиралися покидати Айюр. Неабияк пошарпані сили протоссів з Айюру відступили огорнену вічною пітьмою планету Шакурас, обитель темних тамплієрів. Там вони здійснили спробу об'єднати дві гілки своєї раси і залишити розбіжності в минулому. Матріарх Рашжагал, духовний лідер темних тамплієрів, радо зустріла побратимів, але це стало для біженців невеликою втіхою. Зерги не тільки панували на Айюрі — зграя церебрала Даггота вторглася на Шакурас.
Спільними зусиллями, протосси спробували очистити Шакурас від зергів, але їх було занадто мало. Однак раптово їм пообіцяла допомогти сама Королева Клинків, яка з'явилася в фортецю Рашжагал на Шакурасі, і запевнила протоссів, що Надрозум більше не керує нею. Керріган попросила протоссів допомогти їй знищити новий Надрозум, що з'явився на Чарі, а натомість пообіцяла разом з ними вигнати з планети зграю Даггота. Для цього їй знадобилися два кайдаринових кристала, якими можна було вивільнити енергію, акумульовану в храмі зел-нага, древньої раси, яку протосси колись шанували як богів.
Хоча Зератул, Фенікс і Артаніс не довіряли Королеві Клинків, Рашжагал підтримала її план, і війська цього крихкого союзу вирушили на пошуки кристалів. Об'єднана армія протоссів і зергів Керріган змогла вирвати один з кристалів з рук вчених Домініону, а другий відбити у зграй зергів, що оточили зростаючий на Чарі молодий Надрозум. Але поки основні сили перебували далеко від планети, суддя Алдаріс, який спочатку виступав проти альянсу з темними тамплієрами і зергами, запідозрив зраду Матріарха Рашжагал. Він виступив проти неї з легіоном вірних йому протоссів. Охоронці Рашжагал розбили його сили і взяли Алдаріса в полон, але варто було йому заговорити про свої підозри, як Керріган вбила його.
Розлючені протосси видворили Королеву Клинків зі своєї планети і активували кайдаринові кристали в храмі зел-нага. Потужна хвиля енергії вирвалася з надр храму і огорнула всю планету Шакурас, повністю очистивши її від зергів.

#### Епізод V (Сталевий кулак)
Тим часом Об'єднаний Земний Директорат (ОЗД) дізнався про події в секторі Копрулу і послав флот на винищення зергів, протоссів і приєднати терранів. Адмірали Олексій Стуков і Жерар Дюгалл прибули в сектор і, скориставшись плутаниною, яка панувала в той момент, уклали союз із залишками військ Конфедерації (під проводом Саміра Дюрана), щоб скинути імператора Менгска.
Війська ОЗД захопили кілька крейсерів Домініону і здобули перемогу над одним з генералів Менгска, Едмундом Дюком. За порадою Дюрана адмірали прибули на Тарсоніс, де раніше знаходилася столиця Конфедерації, з метою захопити псі-аннулятор, секретний винахід, здатний глушити псіонні сигнали зергів. Дюран і Дюгалл хотіли знищити аннулятор, щоб той не потрапив в руки Менгска, але Стуков вирішив, що ця зброя буде корисною у війні з зергами, тому потайки сховав пристрій.
Після цих значних успіхів війська ОЗД вторглися на Корхал, столицю Домініону. Але перш ніж переважаючим силам флоту ОЗД вдалося захопити Менгска, імператор врятувався на крейсері «Гіперіон». Джим Рейнор і його супутники-протосси захистили Менгска на прохання Керріган в надії, що зможуть використовувати його флот у війні проти ОЗД, чиї експедиційні сили становлять загрозу для всього сектора.
Флот ОЗД наздогнав утікачів поблизу Айюра, але на нього раптово обрушилися великі сили зергів. Саме в цей момент Стуков зауважив, що солдати Дюрана не брали участь в бою — адмірал запідозрив зраду і покинув поле бою. Без належної підтримки сили ОЗД зазнали серйозних втрат, а Рейнор, Менгск і протосси втекли на Шакурас через Айюрську Браму викривлення.
Запідозривши свого старого друга в зраді, Дюгалл наказав Дюрану затримати Стукова. Але коли адмірал сам прибув на планету Браксис і дістався до установки псі-аннулятора, він виявив там смертельно пораненого Стукова. За словами Стукова, справжнім зрадником був Дюран — саме він вистрілив в нього і включив режим самознищення установки. Побоюючись того, що Дюран зазнав зараження зергів, Дюгалл і його солдати привели аннулятор в робочий стан. Адмірал вирішив ударити усіма силами по зергам.
Хоча перемога далася ОЗД дорогою ціною, застосування аннулятора виявилося дуже ефективним і дозволило військам Директорату посіяти хаос в рядах зергів. Після цього було захоплено молодий Надрозум і примушено служити ОЗД за допомогою псіоніки і медичних препаратів.

#### Епізод VI (Королева Клинків)
Після боїв на Чарі, Керріган прагнула заповнити втрати. Вона зв'язалася з Джимом Рейнором і протоссами, запропонувавши їм разом врятувати Домініон від повного знищення, і завдати у відповідь удару по флоту ОЗД. Дізнавшись про те, що Надрозум знаходиться під контролем землян, Рейнор і протосси неохоче визнали, що в даний момент ОЗД становить більшу небезпеку, ніж Королева Клинків.
За допомогою Саміра Дюрана Керріган об'єднала під своїм началом розрізнені зграї зергів. Вона «ввічливо попросила» Менгска надати їй псі-випромінювач, що дало змогу зібрати достатні сили зергів для знищення псі-аннулятора на Браксисі. Потім Керріган і її союзники напали на Корхал, і поки Рейнор і Фенікс штурмували основні сили противника, зерги Королеви Клинків рішучою атакою знищили сили ОЗД. Арктур взявся за відродження своєї імперії на відвойованому Корхалі, але заповнивши втрати, Керріган зрадницьки напала на своїх недавніх союзників, убивши Фенікса і генерала Дюка, і змусила Рейнора і Менгска рятуватися втечею.
На шляху Керріган до повного контролю над зергами залишалося тільки одна перешкода. Прибувши на планету Шакурас, вона взяла Рашжагал в заручники і змусила темних тамплієрів знищити підвладний ОЗД Надрозум, в той час як її власні сили придушували опір флоту землян. Знищивши Надрозум, Зератул зажадав, щоб Керріган відпустила Рашжагал, але матріарх сама відмовилася повертатися. З того моменту, як Королева Клинків вперше ступила на ґрунт планети Шакурас, Рашжагал перебувала у її владі. Зератул самотужки убив Рашжагал, знищивши чергову маріонетку Королеви.
Дюгалл, Менгск і Артаніс, яких раніше обдурила Керріган, зробили відчайдушну спробу взяти Чар штурмом, але Королева Клинків з легкістю розбила їхні флоти поодинці та дозволила вцілілим врятуватися втечею. Всі ті, кого можна було назвати її ворогами, більше не становили загрози. Менгск і Артаніс зникли, а Дюгалл, чий флот був повністю знищений, покінчив життя самогубством. Отримавши неподільну владу над Роєм, Керріган закріпилася на Чарі, і на кілька років в секторі запанувало тривожне затишшя.
Тим часом на одній з далеких планет Зератул виявив, що Дюран таємно вирощує гібриди протоссів і зергів. Дюран натякнув йому, що служить якійсь силі, набагато могутнішій, ніж могли припустити протосси. Він також передрік появу гібридів по всьому сектору Копрулу, і це повинно було навічно змінити вигляд галактики.

### StarCraft II: Wings of Liberty
Через чотири роки після закінчення війни Джим Рейнор і його «Рейдери» (в тому числі капітан-ідеаліст Метт Хорнер і грубуватий, але винахідливий інженер Рорі Свонн) стали борцями за свободу від гніту Домініону. Перелітаючи від однієї планети до іншої на «Гіперіоні», вони підбурювали населення до революції, щоб скинути імператора Арктура Менгска, який тільки зміцнив свою диктатуру в Домініоні завдяки пропаганді і терору.
Рейнор почувався самотнім і винним у цих подіях, адже не врятував Сару від зараження і допоміг Менгску захопити владу. Проте зустріч зі старим приятелем, втікачем із в'язниці Тайкусом Фіндлі, спонукала його до рішучих дій. Тайкус запропонував йому відшукати кілька артефактів прибульців задля отримання фінансування від організації Фонд Мебіуса. Незадовго до того Менгск ввів заборону на перевезення подібних артефактів, що перешкоджало дослідженням, і Джим прийняв пропозицію Тайкуса.
Після того як Тайкус і Рейнор виявили артефакт на Мар-Сарі, на планету напали зерги, про яких нічого не було чутно з самого закінчення війни. Сили «Рейдерів», Домініона і Королеви Клинків намагалися випередити суперників і зібрати якомога більше артефактів. Поява Керріган дуже схвилювала Джима, а Тайкус з якоїсь причини зацікавився його відносинами з Сарою.
Коли капітан Хорнер дізнався про те, що на Тарсонісі повинен пройти спеціальний поїзд Домініону, завантажений припасами і майже беззахисний, «Рейдери» розграбували поїзд. Крім припасів в руки «Рейдерів» потрапив старий робот-ад'ютант Конфедерації, який використовувався для зв'язку і зберігання даних. Отримавши доступ до банку даних ад'ютанта, Рейнор виявив запис передачі, що залишилася після загибелі Тарсоніса і доводила маніпулювання Менгском зергами для нападу на планету. Таким чином у «Рейдерів» з'явився потужний компромат, здатний спричинити повстання по всьому сектору.
На планетах Монлам і Ксіл, Рейнор також виявив артефакти, які перебували під захистом талдаримів, агресивної секти протоссів, не пов'язаних ні з кастою кхалаїв, ні з темними тамплієрами. Хоча Рейнор був зацікавлений в добутті артефактів, його також насторожило те, з якою шаною до них ставляться талдарими. Раптова поява зергів в просторі терранів тільки посилила його тривогу.
Джим відчайдушно намагався зрозуміти, як можуть бути пов'язані недавні події. Несподівано на борту корабля з'явився, прелат темних тамплієрів — Зератул. Рейнор і Зератул не бачилися вже кілька років, але замість привітання протосс переказав Джиму пророцтво про кінець всього сущого, і передав йому кристал Іхан, в якому зберігалися спогади Зератула про останні чотири роки.
Кристал дозволив Джиму побачити ці спогади, де Зератул вирішив перевірити чутки про пророцтво, в якому фігурують зел-нага — древня раса прибульців, представники якої керували розвитком протоссів і зергів. Так Зератул прибув на планету Улаан і застав там Королеву Клинків. Після нетривалого бою Зератулу вдалося сховатися разом з кількома уламками скрижалі, яка детально описувала пророцтво. Він відправився на планету під назвою Закул, щоб попросити зберігачів архівів історії протосів перекласти текст. На Закулі, Зератул виявив моторошного гібрида зергів з протоссами. Загони темного тамплієра зуміли зустрітися з хранителями, які змогли розшифрувати древній текст. Згідно їх інтерпретації, в пророцтві говорилося про якогось «Великого пожирача». Отримавши ці відомості, Зератул відправився на Айюр до тіла мертвого Надрозуму, щоб спробувати знайти відповіді.
На Айюрі Зератул зміг встановити псіонний зв'язок з духом свого загиблого товариша Тассадара, сутність якого виявилася нерозривно пов'язана з убитим ним Надрозумом. Тассадар відкрив йому страшну правду — Надрозум створив Керріган, щоб звільнити зергів, оскільки передбачав майбутнє, в якому істота, іменована Палим, підкорила його расу і повністю знищила протоссів і терранів. Тому Надрозум створив Королеву Клинків, щоб вона могла врятувати зергів від рабства. Вражений побаченим, Рейнор зрозумів, що які б не були злочини Керріган, вона була єдиною, хто здатний протистояти невідомій ворожій силі.
У той же час «Рейдери» склали план, який дозволив би їм привселюдно викрити Менгска. Вони захопили робота «Одіна», який повинен був брати участь в параді на імператорській площі на Корхалі. Тайкус, пілотуючи його, вчинив диверсію, тоді як «Рейдери» захопили будівлю головного телеканалу і опублікували докази злочинів Менгска.
По всьому сектору спалахнули антиурядові повстання, а деякі планети вийшли зі складу Домініону. Після цієї зухвалої операції Джим повернувся до збору артефактів, але раптово йому надійшло повідомлення про те, що планета Тірадор, на якій розташовувався офіс фонду Мебіуса, зазнала нападу зергів. Рейнор негайно прибув на планету, щоб евакуювати доктора Еміля Наруда і забрати архіви фонду. Атаку очолювала сама Королева Клинків, і це дозволило Наруду припустити, що вона боїться творців артефактів, древню расу зел-нага.
Після того як більшість учених фонду була вивезена з планети, з Рейнором зв'язався Валеріан Менгск, глава фонду — син Арктура Менгска. Валеріан запевнив його, що якщо об'єднати артефакти зел-нага, то з їх допомогою можна буде перетворити Королеву Клинків назад в людину. Хоча спочатку Джим поставився до цих обіцянок з недовірою, він погодився допомогти Валеріану. Він хотів зупинити зергів і спокутувати провину за те, що не зміг врятувати Сару від зараження, тож тепер доля надала йому новий шанс.
«Рейдери» відвезли останні частини артефакту з гинучої планети Тіфон і загадкового гігантського корабля зел-нага, на якому осіли фанатики-талдарими. План Валеріана включав в себе напад на Чар, яке повинен був очолити генерал Горацій Ворфілд, і подальше використання артефакту для зміни Королеви Клинків. Успіх цього цієї місії дозволив би не тільки відновити особистість Керріган, а й довести, що Валеріан є гідним спадкоємцем свого батька.
На Чарі зав'язалася битва, в результаті якої флот терранів зазнав серйозних втрат, але після захоплення плацдарму на поверхні планети поблизу лігва Королеви Клинків Рейнор підготував артефакт до використання. Вся міць планети-вулика готова була обрушитися на позиції терранів, але сплеск енергії, що вирвалася з артефакту, знищив зергів і позбавив Керріган від зараження.
Несподівано Тайкус спробував убити Сару, позаяк весь цей час служив Менгску в обмін на свободу. Але Рейнор в останній момент встиг вистрілити в колишнього друга, перш ніж той зміг вбити Сару. Свідомість Керріган було відновлено, а Рій зергів втратив колишню єдність. Рейнор відвіз Сару з Чару.

### StarCraft II: Heart of the Swarm
Принц Валеріан Менгск, який доклав усіх зусиль, щоб Сара Керріган знову стала людиною, помістив колишню Королеву Клинків в одну з таємних дослідних лабораторій Умоджанського протекторату. Валеріан провів над Керріган безліч експериментів, щоб з'ясувати, чи становить вона до сих пір загрозу для сектора Копрулу. Ці дослідження тривали аж до прибуття Джима Рейнора.
Джим умовляв Сару піти разом з ним і почати нове життя, але Керріган розуміла, що мир і щастя неможливі, поки Домініоном править Арктур Менгск. Під час останнього експерименту Керріган знищила охоронні системи лабораторії, взявши під контроль піддослідних зергів. Валеріан був змушений визнати, що утримувати її силою марно.
Перед від'їздом Рейнора і Сари на лабораторію напали війська Домініону з метою знищити Керріган. В ході бою Сара і Джим розділилися, домовившись зустрітися на планеті Фаетон. Однак Джим не встиг дістатися до місця зустрічі. У випуску новин UNN Арктур Менгск оголосив, що цей «небезпечний терорист» схоплений і страчений. Розлючена Сара Керріган вирішила скористатися своєю залишковою владою над зергами аби знову очолити Рій і помститися. Її командним центром став Левіафан, величезна істота, здатна здійснювати міжпланетні перельоти. До Сари приєдналися нові союзники: Ізша, колишня радниця Керріган і берегиня її пам'яті, і Абатур, майстер еволюції зергів, створений Надрозумом.
У пошуках своєї зграї Керріган прибула на Чар і виявила, що планету захопили сили Домініону під командуванням генерала Горація Ворфілда. Щоб об'єднати Рій під своїм началом, Сара кинула виклик матері зграї — Загарі. Жорстока і самовладна Загара відкидала саму ідею того, що зергами може управляти крихкий, слабкий терран — поки Керріган не подужала її.
Коли Загара і її зграя приєдналися до Рою, Керріган наказала зергам атакувати теранів на захопленому Чарі, знищила багато живої сили і оборонних споруд противника і смертельно поранила генерала Ворфілда. Генерал благав Сару пощадити відступаючих солдатів. Однак варто було йому тільки вимовити, що Рейнор не схвалив би такої жорстокості, як вона не роздумуючи вбила його. Коли її лють стихла, Керріган наказала своїм військам відступити, дозволивши солдатам Ворфілда покинути планету.
Під час подальших мандрів на борту Левіафана раптово з'явився давній ворог Керріган, Зератул. У видінні він показав їй планету Зерус, рідний світ зергів. Зератул повідав Керріган про первісних зергів, що не володіють загальним розумом і не підкоряються Рою. Початкові зерги еволюціонували, поглинаючи есенцію своєї здобичі. Зератул закликав Сару відправитися на Зерус і там повернути собі повну владу, заново переродившись на Королеву Клинків.
Керріган зі своїм Роєм прибула на покритий джунглями Зерус, щоб заявити права на цю планету. Там вона відчула присутність якоїсь сплячої істоти. Ним виявився Зурван, також відомий як Стародавній, — початковий зерг, що застав створення Надрозуму. Керріган намірилася розбудити Зурвана, але на її шляху встав Бракка — ватажок початкових зергов. Керріган виявилася сильнішою, вбила Бракка і пробудила Стародавнього. Дехака, ватажок іншої зграї початкових зергов, визнав силу Керріган і приєднався до Рою.
Зурван привів Сару до «виру народження», з якого вперше з'явилися зерги. Там вона з власної волі вирішила пожертвувати своєю людською сутністю і стати початковим зергом. Під час мутації Керріган перебувала в хризаліді, а в цей час Загара відбивала атаки зграї Бракка і прислужників Ягдри, іншого ватажка початкових зергов, прагнувши будь-що-будь знищити непроханих гостей. Переродившись, Керріган стала Істинною Королевою Клинків. За наполяганням Зурвана вона поглинула есенцію трьох видатних ватажків зграй: Ягдри, Крейти і Зілвани. Але незабаром після цього Зурван проявив свою справжню сутність. Піклуючись лише про власну еволюцію, він напав на Королеву Клинків. У битві Керріган довела свою перевагу, а потім ввібрала есенцію Стародавнього і отримала його силу.
З Керріган зв'язався Арктур Менгск і повідомив, що Джим Рейнор досі живий і перебуває у в'язниці. Арктур пригрозив убити Джима, якщо Керріган наблизиться до Корхалу, столиці Домініону. Сара звернулася за допомогою в пошуках Джима до його союзників, Валеріана Менгска і Метта Хорнера. Вони з'ясували, що Рейнора тримають на «Маросі», кораблі-в'язниці, який щогодини робить просторовий стрибок за випадковими координатами.
Під час дозаправки «Мароса» Королева Клинків проникла на борт і знищила охорону. Однак імператор Менгск був готовий до такого повороту подій і запустив механізм самознищення корабля. Керріган встигла дістатися до камери Джима, проте радість зустрічі обернулася страшним розчаруванням, коли він зрозумів, що перед ним знову Королева Клинків. Сара запевняла Джима в своїй любові, але, засліплений гнівом, він навіть не захотів її слухати.
Після повернення на Левіафан Керріган отримала псіонне послання від Олексія Стукова, який після загибелі воскрес і заражений вірусом зергів. Стуков повідомив, що його утримували на станції «Скайгерр», де вчені Домініона схрещують зергів і протоссів. Керріган вирішила допомогти Стукову знищити «Скайгерр», за допомогою вірофагів перетворивши захисні гарнізони в невичерпні джерела заражених терранів. Коли Керріган і Стуков прорвалися на станцію, їм довелося зіткнутися з гібридами, яких спрямував туди доктор Еміль Наруд — насправді древня істота, що маскується під террана. Здолавши гібридів, Керріган заглянула в розум Наруда і дізналася, що він збирається воскресити Амона, палого зел-нага, котрий прагне перервати цикли життя у Всесвіті та переробити його на свій лад.
Наруд і Керріган зійшлися в псіонній сутичці, та Наруд набув її вигляду, щоб ввести в оману Рейнора. Королева Клинків зуміла вбити двійника і цим довести Джиму, що вона має людський розум.
Ізша і Загара помістили Керріган в цілющий слиз початкових зергів, де вона і прийшла до тями. Вилікувавшись від ран, Королева Клинків повела зергів в атаку на Корхал, столицю Домініону. Швидко висадившись на поверхню, вона розмістила на планеті спорові знаряддя і зруйнувала браму столиці Августграда. Війська Домінона були майже розбиті, але Арктур задіяв псі-руйнівник, потужну зброю, що вражає зергів через загальний розум вулика.
Знаючи, що псі-руйнівник може погубити весь Рій, Керріган вирішила знищити його енергетичні вузли за допомогою Дехаки і його зграї початкових зергів, що не були підпорядковані розуму вулика. Коли руйнівник був нейтралізований, війська зергів знищили його і розчистили прохід в імператорський квартал Августграда. Населення не встигли повністю евакуювати, і Валеріан попросив Керріган не вести бойові дії в густонаселених районах. Спочатку Керріган була проти такого плану, але, дізнавшись, що можливі жертви можуть обчислюватися мільйонами, погодилася. А в Рейнора, який все ще глибоко переживав трансформацію Сари, з'явилася хитка надія на те, що нова Королева Клинків — дійсно людина.
Війська Менгска і Керріган зійшлися у вирішальній битві. У запалі бою Ізша доповіла про новоприбулий терранський крейсер. Впізнавши «Гіперіон», Королева Клинків зрозуміла, що Джим повернувся, щоб допомогти їй. Натхненна, вона продовжувала боротися, сконцентрувавшись на укріплених позиціях противника, що стримували просування зергів. Об'єднані сили Стукова, Загари і Дехаки зруйнували ворота палацу Менгска, Керріган увірвалася в тронний зал, де її незворушно чекав імператор.
Несподівано Менгск ввімкнув артефакт зел-нага, який перетворив Керріган в людину під час подій на Чарі. Артефакт випустив розряд енергії, знерухомивши Керріган, але на допомогу встиг прибути Рейнор — він знищив пульт управління артефактом, дозволивши Керріган убити імператора. Сара попрощалася з Джимом, щоб знову очолити Рій і розшукати Амона.

### Starcraft II: Legacy of the Void
Молодий Вершитель Артаніс тим часом об'єднав касти протоссів, і тепер, зібравши Золоту армаду, намірився відбити свою прабатьківщину Айюр у зергів. Артаніс і воєначальниця Селендіс готувалися висадити десант, та раптом прибув Зератул зі звісткою про пробудження Амона. Зертул зумів розшукати місце поховання Амона, але не встиг завадити секті талдаримів його пробудити. Артаніс відкинув його заклик піти проти Амона і почав атаку на Айюр.
Скоро протосси успішно відбили кілька регіонів, але помітили, що зергами керує невідома сила. Артаніс все ж звернувся до Зератула за поясненнями цього явища. Той розповів про своє видіння, де побачив артефакт зел'наґа, добутий раніше терранами. Артаніс послав Зератула до Джима Рейнора за артефактом, тоді як сам взявся відновити флагманський корабель «Спис Адуна». Невдовзі Артаніс відчув, що Кхала (телепатичний зв'язок протоссів) наповнена люттю. Амон швидко поневолив частину протоссів, обертаючи їх проти побратимів. Зератул поспішив на допомогу Артанісу, та розумом Вершителя вже заволодів Амон. Тоді Зератул відрізав йому відростки, що забезпечували телепатію, і так звільняє розум Артаніса, однак після отриманих ран загинув.
Артаніс втратив свою армію і покинув плани повернути Айюр, тепер надіючись бодай врятуватися. Він розшукав Темних тамплієрів (які свідомо відрізали свої відростки) і разом з техніком Караксом вирушив до місця сховку «Списа Адуна» аби підняти корабель в повітря і на ньому покинути планету. Його вдалося підживити енергією та запустити в космос, тікаючи від атак зергів. На кораблі виявилися технології Золотого віку цивілізації протоссів, які однак не можна було ввімкнути всі одразу.
Протосси вирушили за допомогою до Корхалу, де застали планету в облозі Фонду Мебіуса, яким весь цей час таємно керували гібриди протоссів та зергів. Об'єднані війська Артаніса й Джима Рейнора змусили Фонд Мебіуса відступити. На «Списі Адуна» виявилася Рохана, протосс-жінка, яка настільки контролювала Кхалу, що стала непідвладна впливу Амона. Рейнор відправився забрати «Ключовий камінь» з видіння Зератула, але Корпус Мебіуса скористався артефактом аби зупинити Рейнора. Артаніс прислав свою підмогу, з якою террани захопили артефакт, але ціною численних жертв.
На планеті Гласіус вершитель виявив давній банк даних протоссів, яким також хотіла заволодіти секта тал'дарімів. Банк вдалося доставити на корабель, а разом з ним і героя Фенікса, який виявився клоном для створення нового виду військ. Артаніс прийняв його як справжнього до своєї команди. Далі він вирушив до планети Шакурас, де матріарх Воразун повідомила про захоплення планети гібридами. Протосси евакуювалися з Шакураса, а Артаніс перевантажив кристали зел'наґа, розташовані там, і цим підірвав планету з зергами й гібридами на ній.
Каракс визначив за допомогою «Ключового каменя» батьківщину зел'наґа. Там герої знайшли споруду Улнар, місце, де зел'наґа створювали життя, але там вже знаходилися тал'даріми з ворожими терранами. Артаніс зустрівся в Улнарі з Сарою Керріган, де обоє дізналися правду про зел'наґа: ті були першими істотами, зародженеми у вимірі Порожнечі, що ширили життя всесвітом, після чого зійшли до Порожнечі, чекаючи на прихід в Улнар істот з чистою формою (зерги) і чистою сутністю (протосси), щоб ті стали новими зел'наґа і злилися, продовживши космічний цикл життя. Артаніс та Керріган відшукали місце сплячки зел'наґа, але всі вони виявилися вбитими Амоном.
Тим часом на бік Воразун перейшов тал'дарім Аларак, розчарований у їхній вірі в божественність Амона. Об'єднані сили зупинили відкриття Амоном порталу в Порожнечу. Протосси відшукали Сайброс, місце, де були сховані роботи, створені на основі Фенікса, після чого поставили їх собі на службу. Аларак викликав Малаша на двобій, виграв і став новим лідером тал'дарімів, оголошуючи, що служба Амону не дасть їм вознесіння, як говорив Малаш. Рохана тим часом з'ясувала, що Кхала служить вмістилищем Амона, поки він не має тіла.
По поверненню на Айюр, протосси зруйнували установки, які забезпечували висадку військ поневоленої Амоном Золотої армади, і цим затримали її прибуття. Каракс виявив, що «Ключовим каменем» можливо тимчасово позбавити Амона влади над протоссами. Артаніс запланував активувати артефакт та скористатися його дією, щоб воїни Золотої армади встигли отямитися і відрізали свої телепатичні відростки. В цей час Амон завершує створення свого тіла, Артаніс зібрав усі сили протоссів і силою Темних тамплієрів атакував Амона. Попри масовані напади зергів і Золотої армади, протосси активували «Ключовий камінь», а протосси звільнилися від контролю палого зел-нага. Не маючи тепер ні тіла, ні іншого вмістилища для себе в цьому світі, Амон втік у Порожнечу.
Згодом з Улнара надійшло повідомлення від Керріган, котра попередила про обов'язкове повернення Амона в майбутньому. Сили терранів, протоссів і зергів використали Улнар для входу в Порожнечу, де виявили ворожий безжиттєвий всесвіт. Артанісу з'явився дух Тассадра, що виявився останнім зел'наґа Убосом. Він доручив Сарі прийняти його силу та побороти Амона і замінити зел'наґа. Попри відмовляння Джима, Сара погодилася. Союзники супроводили її до Амона, де Сара на чолі армії зергів, протоссів і терранів виступила проти справжнього тіла Амона, якого врешті знищила.
Террани об'єдналися під владою Валеріана Менгска. Зергів очолила матір Зграї Загара, пообіцявши не нападати на інших першою. Аларак повів тал'дарімів на пошуки місця, де вони могли б жити, як вдома, та уклав союз з рештою протоссів. Сара через два роки з'явилася Джиму та забрала його у свій новий вимір. Згодом вчені помітили процвітання різноманітного життя навколо сектора Копрулу, що свідчило про те, що Сара продовжила обов'язок оберігати і розвивати життя.

### Nova Covert Ops
Скоро ладу нового правителя терранів, Валеріана Менгска, стала загрожувати невідома сила. Кілька спецпризначенців «привидів» зникли в пошуках джерела загрози, але докази вказували на організацію «Захисники людства». «Привид» Нова вирушила викрити їхню змову проти Домініону терранів, але опинилася на невідомій базі, не пам'ятаючи минулого. Їй вдалося втекти з бази, побачивши як «привидів» винищують неопізнані бійці. На зв'язок вийшов її колега Стоун, який скерував Нову і допоміг їй вивести вцілілих спецпризначенців.
Нова зуміла дістатися до шаттла і вийти в космос, де її підібрав адмірал Хорнер. У цей час стали відбуватися нові напади зергів, які повсюдно придушували «Захисники людства». Вони оголосили про взяття Бореї, виставляючи імператора Валеріана неспроможним захистити цивільних. Тому Валеріан викликав Нову очолити спецпризначенців у боротьбі з «Захисниками людства». Для цього він видав їй новітній корабель «Грифон» і спеціаліста з техніки Рейґела. Той допоміг Нові пригадати стерті кимось з її пам'яті події про дитинство Нови на Тарсонісі.
На Тарсонісі Нова розшукала базу «Захисників людства» та псі-еміттери, якими приманювали зергів на планети. «Захисники людства» таким чином вдавали, що відвойовують планети, оголошуючи над ними свою владу. Несподівано втрутився флот тал'дарімів, почавши обстріл міст. Прибульці заявили, що знищать «Захисників людства», не зважаючи на неминучі вбивства цивільних. Захищаючи невинних, Нова спрямували атаки і на зергів, і на тал'дарімів, змушуючи останніх відступити. Аларак запропонував об'єднати сили проти «Захисників людства», щоб помститися за напад на його аванпост. Він пообіцяв відновити її спогади за допомогою газу терразину, який Нові довелося розшукувати.
Завдяки газу Нова згадала як була на базі, де нею опікувався дехто Ренґлер, а сама вона служила «Захисникам людства». Далі вдалося з'ясувати як вона потрапила в полон до Ренґлера і генерала Дейвіс, котрі й стерли пам'ять, зробивши Нову своїм агентом. Невдовзі генерал Дейвіс послала повідомлення імператору — вона замінить його на троні. Нова зуміла завадити замаху на Валеріана та арештувати зрадницю. Імператор публічно викрив «Захисників людства», та несподівано напали кораблі тал'дарімів. Аларак оголосив, що прибув помститися «Захисникам людства» і не зважатиме якою ціною. Нова організувала атаку на позиції тал'дарімів і змусила їх відступити. Але Дейвіс, користуючись цим, втекла.
Імператор доручив Нові схопити Дейвіс живою. Зрадницю було вислідкувано, але Нова застрелила її та вирішила більше не служити жодній владі, а втекти з Райґелом.

## Ігри

### StarCraft
StarCraft, випущена для Windows 31 березня 1998 року — перша відеогра з серії StarCraft, в жанрі наукової фантастики в реальному часі. Версія для Mac OS гри була випущена компанією Blizzard Entertainment в березні 1999 року. 13 червня 2000 року в Сполучених Штатах, StarCraft було перевипущено для платформи Nintendo 64. StarCraft незабаром отримала визнання критиків, отримавши безліч нагород, включаючи «кращу стратегічну гру в реальному часі» 2003 і 2005 роках за версією IGN.
StarCraft: Brood War — офіційне доповнення для StarCraft, розроблене Blizzard Entertainment і Saffire. Випущене для Windows і Mac OS в США 30 листопада 1998, доповнення безпосередньо продовжує події StarCraft. В цілому було додано сім нових юнітів з різними функціями і здібностями, змінено поведінку штучного інтелекту, додані нові графічні елементи для місцевості, а редактор рівнів отримав поліпшені засоби створення сценаріїв, щоб спростити вирізку сцен за допомогою грального рушія. Доповнення отримало похвали за виправлення різних проблем балансу з оригінальною грою, за увагу до розвитку нарівні з оригінальною грою, і продовженням кампаній, які були в великій мірі орієнтовані на сюжет. У квітні 2017 року Starcraft отримала своє перше оновлення за 8 років, разом з Brood War гра стал безкоштовною для PC і MAC.

### StarCraft II
StarCraft II: Wings of Liberty — офіційне продовження StarCraft, випущене для Windows і Mac OS X компанією Blizzard Entertainment 27 липня 2010 року. Гра була анонсована на Worldwide Invitational, в Південній Кореї, 19 травня 2007 року з попередньо обробленим кінематографічним трейлером і демонстрацією геймплею протоссів. Подальші демонстрації нових можливостей гри були продемонстровані на наступних BlizzCons та інших виставках. Гра включає в себе новий гральний рушій 3D-графіки і додає нові функції, такі як фізичний рушій Havok. StarCraft II також включає ефекти рівня DirectX 10 в Windows. Спочатку передбачувана як одна гра, StarCraft II була розділена на три частини під час розробки, одна для фокусування на кожній расі. Базова гра «Wings of Liberty» сконцентрована на терранах, а два доповнення — «Heart of the Swarm» і «Legacy of the Void» сконцентровані на зергах і протоссах відповідно. Історія Wings of Liberty починається через чотири роки після завершення Brood War.
StarCraft II: Heart of the Swarm — доповнення для StarCraft II: Wings of Liberty, було випущене 12 березня 2013 року. Це друга частина трилогії StarCraft II. Доповнення включає в себе додаткових юнітів, які розраховані на багатокористувацькі зміни, а також кампанію, присвячену Керріган. Воно охоплює 27 місій (20 основних місій і 7 побічних).
Сага про StarCraft в кінцевому підсумку завершена StarCraft II: Legacy of the Void, яка була випущена 10 листопада 2015 року. StarCraft II: Legacy of the Void — це доповнення, в якому з'являються нові юніти для усіх трьох рас, вдосконалено старі війська, а також надано нові багатокористувацькі режими. Гра розділена прологом із 3 місій, основною кампанією з 19 місіями, і епілогу з 3 місій.
На BlizzCon 2015 під час презентації «Future of Starcraft 2» було показано, що Blizzard випустить додаткові пакети місій, щоб підтримувати взаємодію гравців зі Starcraft 2. Перший пакет називається Nova Covert Ops, і він зосереджений навколо спецпризначенця Нови. Пакет місій складається з 3 епізодів з 9 новими місіями. Дата виходу першого епізоду — 29 березня 2016 року. У той же час Blizzard оголосила, що нові командири плануються додати в режим кооперативна гра в StarCraft II: Legacy of the Void як DLC, з Каракс буде першим командиром, даним безкоштовно.

### Спін-офи
Успіх StarCraft підштовхнув до створення двох неофіційних доповнень. Insurrection було першим неофіційним доповненням, випущеним для StarCraft. Хоча воно розроблене і опубліковане компанією Aztech New Media, його схвалено Blizzard Entertainment. Доповнення було випущене для PC 31 липня 1998 року. Історія доповнення зосереджена на Конфедерації в ході першої кампанії StarCraft. Як і в StarCraft, гравець отримує контроль над кожною расою в трьох окремих кампаніях. У першій кампанії колоністи-террани намагаються захистити себе від вторгнення зергів в цей сектор, а також від зростаючого заколоту. У другій кампанії гравець направляє цільову групу протоссів, щоб очистити зергову зараженість на колонії будь-якими необхідним засобом. У фінальній кампанії гравець бере на себе роль зергівського церебрала, мета якого полягає в тому, щоб знищити будь-яку загрозу Рою. Це доповнення містить 30 нових місій кампанії і понад 100 нових багатокористувацьких карт, хоча воно не включає в себе новий контент, такий як блоки і графічні набори таблиць місцевості. Доповнення розкритикували рецензенти за відсутність якості оригінальної гри, і воно не набуло широкого визнання. Хоча доповнення схвалено Blizzard Entertainment, але вони не дають коментарів з приводу підтримки або доступності гри.
Retribution — друге з двох неофіційних доповнень, випущених для StarCraft. Це доповнення було розроблено компанією Stardock і опубліковано WizardWorks Software. Воно було випущене для PC в кінці 1998 року. Гра заснована на кампанії StarCraft, що обертається навколо добуття кристала величезної сили. Розділена на три кампанії, де гравець бере на себе роль командира флоту протоссів, командира цільової групи Домініону і головного мозку зергів. Всі завдання пов'язані з викраденням кристала з колонії Домініону, і його якнайшвидшої доставки з планети. Як і у випадку з його попередником, Retribution не включає ніяких нових функцій геймплею, що виходять за рамки одиночних кампаній, і чисельності багатокористувацьких рівнів. Це доповнення було погано сприйнято рецензентами, і розцінене як середнє. Blizzard Entertainment не дає ніяких коментарів щодо підтримки або доступності Retribution.
StarCraft: Ghost — це тактична стелс-гра для консолей, створювана під керівництвом Blizzard Entertainment. Анонсована в 2002 році, гра постійно відкладалася через різні проблеми, в першу чергу зміну команди розробників від Nihilistic Software до студії Swingin' Ape Studios в липні 2004 року. Оскільки через затягнену розробку графіка й ігрова механіка застаріли, виникли підозри, що Blizzard скасує гру. 24 березня 2006 року Blizzard на «невизначений термін» відклала розробку StarCraft: Ghost. Історія гри заснована на Нові, спецпризначенцеві на службі Домініону. Ця гра часто використовується як прикладу невдалої розробки. За словами Роба Падро з Blizzard Entertainment, він хотів би, щоб гра була завершена в майбутньому, а Blizzard Entertainment в 2008 році відмовилася, сказавши що гра скасована.
23 серпня 2014 року в інтерв'ю Polygon про скасування наступної MMO-гри Blizzard Titan Кріс Метцен остаточно підтвердив, що StarCraft: Ghost скасовано. «Було важко, коли ми скасували Warcraft Adventures. Було важко, коли ми скасували StarCraft: Ghost», — сказав він. «Але це завжди приводило до поліпшення якості роботи».

## Розвиток

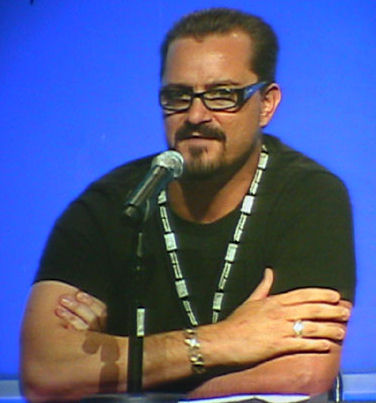
Кріс Метцен, разом з Джеймсом Фінні, створили всесвіт StarCraft.

Blizzard Entertainment почала планувати розробку StarCraft в 1995 році, незабаром після початку розробки Diablo. Розробку вели Кріс Метцен і Джеймс Фінні, які також створили всесвіт гри. Використовуючи ігровий рушій Warcraft II: Tides of Darkness як основу, StarCraft дебютувала на E3 1996. Успіх гри привів до розробки двох неофіційних доповнень, які були випущені в 1998 році. Однак жодне з цих двох доповнень не було особливо добре прийнятий критиками. StarCraft також ознаменувала створення кіновідділу Blizzard Entertainment. Раніше кінематографічні вставки доповнювали сюжетні події, але зі StarCraft і пізніше з Brood War, представили високоякісну кінокартинку, що є невід'ємною частиною сюжетної лінії франшизи, яка змінила це сприйняття і стала однією з першою ігрових компаній, що підняла стандарт кіносцен в іграх.
Успіх StarCraft також надихнув стороннього розробника Microstar Software на випуск неофіційного доповнення, названого Stellar Forces, в травні 1998 року. Blizzard Entertainment згодом подала позов проти Microstar Software на продаж доповнення, стверджуючи, що оскільки продукт був неофіційним і створений використовуючи програмне забезпечення для редагування рівнів StarCraft, то відбулось порушення ліцензійної угоди з кінцевим користувачем.
|                          | Ми вважаємо, що ми повинні активно боротися з продажем і розповсюдженням несанкціонованих доповнень, пов'язаних з нашими продуктами. На нашу думку, Stellar Forces не відповідає ні стандартам Blizzard, ані очікуванням наших клієнтів. Як самі геймери, ми вважаємо себе зобов'язаними запобігати продажу неофіційних доповнень, які не підвищують цінність StarCraft. |
| — Blizzard Entertainment | |

У листопаді 1998 року Blizzard Entertainment виграла судову справу проти Microstar Software. У Microstar Software погодилася виплатити невказану суму у вигляді штрафних збитків і знищити всі копії Stellar Forces, а також офіційно вибачитися перед Blizzard Entertainment.
Після випуску перших двох неофіційних доповнень Blizzard Entertainment оголосила про випуск офіційного доповнення для StarCraft під назвою Brood War. Велика частина команди Blizzard Entertainment, яка створювала StarCraft, повернулася до роботи над Brood War. Розробка Brood War почалося незабаром після випуску StarCraft, а Blizzard Entertainment допомогли члени Saffire, з якими були укладені контракти по різних завданнях, включаючи програмування і дизайн для рівнів, візуальних ефектів і звукових ефектів.
У 2001 році Nihilistic Software почав розробку StarCraft: Ghost для Xbox, PlayStation 2 і Nintendo GameCube, щоб випустити в кінці 2003 року. На відміну від попередніх стратегій в реальному часі, Ghost мав бути тактичним стелс-екшеном. Хоча преса була позитивно налаштована щодо розроби Ghost на ігрові консолі, гра постійно відкладалася, і в третьому кварталі 2004 року Nihilistic Software припинила свою роботу над проектом. Blizzard заявила, що Nihilistic Software виконала завдання, на які вона була укладена, і що гра вийде вчасно. Гра так і не була випущена.
StarCraft II було анонсовано 19 травня 2007 року, через майже десять років після виходу оригіналу, на Blizzard Worldwide Invitational в Сеулі, Південна Корея. StarCraft II розроблялася під кодовим ім'ям Medusa для одночасного випуску на Windows XP, Windows Vista і Mac OS X. Blizzard оголосила дату виходу на 27 липня 2010 року. Розробка гри почалося в 2003 році, незабаром після виходу Warcraft III: The Frozen Throne.

## Адаптації

### Новелізація
Для серії StarCraft було випущено декілька романів, всі опубліковані видавництвом Simon & Schuster. На BlizzCon 2007 Кріс Метцен заявив, що сподівається втілити в життя всю історію StarCraft в текстовій версії. Перший роман «StarCraft: Uprising» був написаний Мікі Нейлсоном, співробітником Blizzard Entertainment, в грудні 2000 року, і спочатку був випущений тільки у вигляді електронної книги. Роман розповіядає про молоду Сару Керріган. Другий роман під назвою «StarCraft: Liberty's Crusade» є переказом першої кампанії StarCraft. Написаний Джеффом Груббеном і опублікований в березні 2001 року, це був перший роман StarCraft, випущений в м'якій обкладинці. «StarCraft: Shadow of the Xel'Naga» вийшов в липні 2001 року, і є третім романом, написаним Кевіном Андерсоном під псевдонімом Габріел Места. Він служить сполучною ланкою між StarCraft і Brood War. Фентезійний автор Трейсі Гікман була запрошена написати четвертий роман, «StarCraft: Speed of Darkness», який побачив світ у червні 2002 року. «Speed of Darkness» написано з точки зору флоту Конфедерації на початку історії StarCraft. Перші чотири романи, в тому числі Uprising були в вигляді електронних книг, пізніше були перевидані у вигляді окремої антології під назвою «The StarCraft Archive» в листопаді 2007 року.
П'ятий роман «StarCraft: Queen of Blades» був опублікований в червні 2006 року. Написаний Аароном С. Розенбергом, це — роман другої кампанії в StarCraft з точки зору Джима Рейнора. Він був виданий в листопаді 2006 року в разом із «StarCraft Ghost: Nova», книгою, присвяченою раньому періоду життя Нови з перенесеної гри StarCraft: Ghost, авторства Кейт ДеКандідо. Роман повинен був супроводжувати випуск StarCraft: Ghost, але був випущений, незважаючи на перенесення гри. У 2007 році Крісті Голден, автор, чия попередня робота включала романи з серії Warcraft, була запрошена написати трилогію під назвою «StarCraft: The Dark Templar Saga». Трилогія виступає як сполучна ланка між StarCraft і її продовженням StarCraft II. Перша частина, «Firstborn», видана в травні 2007 року, а «Shadow Hunters», другий роман, була опублікована в листопаді 2007 року. Заключна частина трилогії «Twilight» була випущена в червні 2009 року. «I, Mengsk», був опублікований в 2009 році, роман, написаний Гремом Макнейлом, в якому розповідається про походження персонажів із сім'ї Менгска. У січні 2010 року Кейт ДеКандідо і Девід Герролд створили «StarCraft: Ghost Academy» про розробку навчання Нови як шпигунського агента, а у вересні 2011 року Simon & Schuster опублікувало «StarCraft Ghost: Spectres» як продовження до роману «StarCraft Ghost: Nova». Тімоті Зан випустив «Starcraft: Evolution» в 2016 році.
На додаток до цього Blizzard Entertainment дозволила опублікувати два оповідання в журналі «Amazing Stories» під назвою «StarCraft: Revelations» і «StarCraft: Hybrid». «Revelations» була написана творцем франшизи Крісом Метценом і співробітником Blizzard Семом Муром, і вони були показані на обкладинці весняного видання 1999 з зображенням артдиректора Blizzard Семвіза Дідьє. «Hybrid» був написаний Міккі Нілсоном і супроводжувався художніми роботами Дідьє; оповідання була опубліковане навесні 2000 року. На New York Comic-Con в 2008 році Tokyopop оголосили, що вони випустять кілька графічних романів «StarCraft». Були анонсовані дві серії: «StarCraft: Frontline», що представляє собою серію збірників оповідань, які охоплюють чотири томи. У 2010 році був випущений графічний роман «Starcraft», опублікований Wildstorm і DC Comics, в якому фігурують злочинці, які працюють над вбивством Джима Рейнора.

### Колекційні товари
Ряд фігурок і колекційних фігурок, заснованих на персонажах і юнітах StarCraft, були випущені ToyCom. Також було випущено кілька наборів моделей, виготовлених Academy Charts Model Kits, які відображають в масштабі 1:30 версію космічного корабля та гідраліска. Крім того, Blizzard Entertainment об'єдналася з Fantasy Flight Games для створення настільної гри, заснованої на всесвіті StarCraft. Blizzard Entertainment також ліцензувала Wizards of the Coast для створення альтернативної гри під назвою StarCraft Adventures.

## Відгуки та культурний вплив
| Гра                              | Середня оцінка Metacritic |
| -------------------------------- | ------------------------- |
| StarCraft                        | (PC) 88% (N64) 80%        |
| StarCraft: Brood War             | —                         |
| StarCraft II: Wings of Liberty   | 93%                       |
| StarCraft II: Heart of the Swarm | 86%                       |
| StarCraft II: Legacy of the Void | 88%                       |

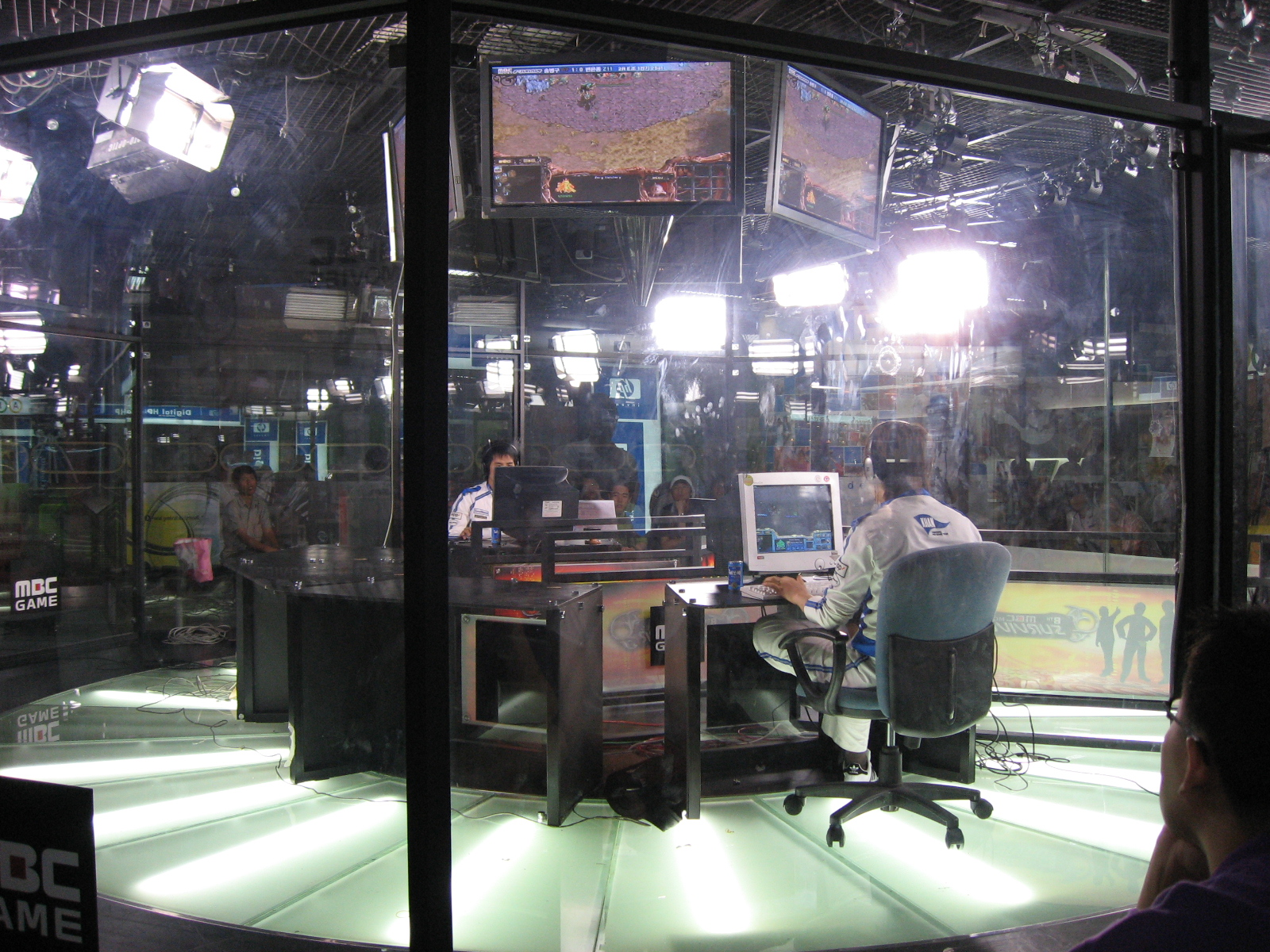
Матч StarCraft в Південній Кореї, на телебаченні MBC Game

Серія StarCraft стала комерційним успіхом для Blizzard. Після її випуску в 1998 році, StarCraft стала найбільш продаваною грою для PC за цей рік, продавшись обсягом понад 1,5 мільйонів копій по всьому світу. У наступному десятилітті StarCraft продалася обсягом понад 9,5 мільйонів копій по всьому світу, причому 4,5 мільйона з них були продані в Південній Кореї. Починаючи з першого випуску StarCraft, Blizzard Entertainment повідомила, що її багатокористувацький сервіс Battle.net виріс на 800 %. StarCraft залишається однією з найпопулярніших онлайн-ігор в світі. Про-геймери в Південній Кореї — це знаменитості в засобах масової інформації, а ігри StarCraft транслюються по трьох телевізійних каналах. StarCraft завоювала безліч нагород Game of the Year, часто описується як одна з найкращих ігор в режимі реального часу. Їй широко приписують популяризацію використання окремих і унікальних сторін — відмінний баланс і різноманітність юнітів — в стратегіях в реальному часі.
Хоча Insurrection і Retribution були не дуже добре сприйняті, StarCraft: Brood War загалом отримала дуже позитивні відгуки, сукупний бал GameRankings складає 95.00 %. Журнал «PC Zone» дав Brood War короткий, але утішний огляд, назвавши його «безумовно гідним очікування», а також привернув увагу до кінематографічних сцен, заявивши, що вони «насправді є частиною історії, а не заднім планом». IGN заявила, що удосконалення Brood War були «достатніми, щоб збагатити основний ігровий процес, не втрачаючи при цьому смаку», в той час як GameSpot зазначив, що розширення було розроблено з тим же рівнем, що і оригінальна гра.
Реліз StarCraft II: Wings of Liberty дуже добре продавався (1,8 мільйона копій протягом перших сорока восьми годин після релізу), що робить її найбільш продаваною стратегічною відеогрою в ігровій індустрії. Гра отримала дуже позитивні відгуки з сукупним рахунком GameRankings 93 %, і була номінована як «Найкраща відеогра 2010 року» на GameSpot. Цей успіх тривав з випуском першого доповнення StarCraft II: Heart of the Swarm, в якому сукупна оцінка GameRankings становила 86 %. Пакет доповнення продався обсягом 1,1 мільйона копій протягом перших двох днів після його випуску 12 березня 2013 року, і був найбільш продаваною відеогрою в цьому кварталі. Третє доповнення Legacy of the Void було так само добре прийняте, отримавши сукупний бал GameRankings 88 %, продавшись обсягом більше 1 мільйона копій по всьому світу протягом першого дня його випуску.
З моменту випуску StarCraft II в Кореї та в інших країнах, було проведено кілька турнірів, таких як GMLTV Global StarCraft II League (GSL).
В грудні 2018, комп`ютерна програма штучного інтелекту "AlphaStar", яка була розроблена компанією Google DeepMind, вперше перемогла професійних гравців у StarCraft II ("TLO" і "MaNa").